# Parvoscincus duwendorum
Parvoscincus duwendorum — вид сцинкоподібних ящірок родини сцинкових (Scincidae). Ендемік Філіппін.

## Поширення і екологія
Parvoscincus duwendorum відомі за типовим зразком, зібраним на горі Пао в провінції Північний Ілокос на острові Лусон, на висоті 750 м над рівнем моря. Вони живуть у вологих тропічних лісах.